# Бели
Вижте пояснителната страница за други значения на Бели.
Бели или Беле (изписване до 1945 година: Бѣли; на македонска литературна норма: Бели) е село в източната част на Северна Македония, част от Община Кочани.

## География
Селото е разположено на 5 километра северозападно от град Кочани.

## История
В XIX век Бели е голямо българско село в Кочанска кааза на Османската империя. Църквата „Свето Възнесение Господне“ („Свети Спас“) е изградена в 1870 година. Иконите са от XIX век и са на Захарий Доспевски и неизвестни автори. Не е зографисана. Според статистиката на Васил Кънчов („Македония. Етнография и статистика“) от 1900 г. Бели (Бѣли) има 400 жители, всички българи християни.
В началото на XX век население на селото са под върховенството на Българската екзархия. По данни на секретаря на екзархията Димитър Мишев („La Macédoine et sa Population Chrétienne“) през 1905 година в Моянци (Moyantzi) има 576 българи екзархисти и в селото работи българско училище.
На 9 ноември 1909 година при обиск у Георги Стоянов от Бели е намерена мартинка, при избухналата престрелка са убити кметът и брат му. Селото е обискирано от военна част и 30 души са арестувани. През септември 1910 година селото пострадва по време на обезоръжителната акция на младотурците. Осем души са арестувани и бити.
При избухването на Балканската война деветнадесет души от Бели са доброволци в Македоно-одринското опълчение. След Междусъюзническата война селото остава в Сърбия.
Според преброяване от 2002 в селото има 141 домакинства със 150 къщи.

## Личности
Родени в Бели
- Георги Апостолов, македоно-одрински опълченец, 25-годишен, земеделец, Кюстендилска дружина[9]
- Гьорги Бошков – Беле (1925 – 1944), югославски партизанин, Струмишки партизански отряд[10]
- Иван Арсов, български революционер, четник на Симеон Клинчарски в 1915 година[11]
- Мите Каракашев, български революционер, деец на ВМРО[12][13]
- Троян Иванов (? – 1926), деец на ВМРО

Починали в Бели
- Кирил Тодоров Христов, български военен деец, подпоручик, загинал през Втората световна война[14]